# Bandera Musqueam
La bandera Musqueam representa a la banda índia o primera nació Musqueam. La bandera segueeix el disseny de pal canadenc sobre un fons de color xarxet, formant visualment dues franges laterals de color xarxet i una de central blanca. Al centre s'hi mostra una punta de fletxa cara avall carregada amb un salmó saltant per sobre d'una xarxa, tot en color xarxet també.
Fou dissenyada per l'artista musqueam Susan Point, el qual també va ajudar a dissenyar la bandera de Nunavut
La bandera es va aixecar permanentment al campus de Vancouver de la Universitat de la Colúmbia Britànica durant una cerimònia pública el 25 de febrer de 2019. L'acte pretenia simbolitzar el compromís de la universitat d'afavorir la seva associació amb la nació Musqueam, ja que el campus de Vancouver es troba en territori Musqueam no cedit.